# Asrael
Asrael és un leggenda o òpera en quatre actes del compositor Alberto Franchetti i el llibretista Ferdinando Fontana. La trama, basada en un conte de fades i el folklore alemany, mostra el conflicte entre l'esperit de mal i l'esperit de l'amor cristià,representat per Asrael i Nefta respectivament. És la primera òpera de Franchetti i mostra fortes influències de Meyerbeer i Wagner, barrejat amb els compositors italians de finals de segle. Es va estrenar al Teatro Municipale di Reggio l'11 de febrer de 1888. L'òpera va fer el seu debut als Estats Units al Metropolitan Opera el 26 de novembre de 1890 amb Andreas Dippel en el paper principal.

## Personatges
| Funció                  | Tipus de veu | Repartiment estrena, 11 de febrer de 1888 (Director:) |
| ----------------------- | ------------ | ----------------------------------------------------- |
| Nefta/Suor Clotilde     | soprano      | Virginia Damerini                                     |
| Asrael                  | tenor        | Ladislao Mierzwinski                                  |
| Loretta                 | mezzosoprano | Giulia Novelli                                        |
| Lucifero/re di Brabante | baix         | Lodovico Contini                                      |
| Liboria                 | soprano      | Maria Pia                                             |
| Contadino               | baix         | Francesco Carmignani                                  |
| Araldo                  | baix         | Ulisse Peroni                                         |